# 부장 형사
부장 형사(일본어: 部長刑事)는 TBS 텔레비전 계열에서 형사 드라마시리즈이다.

## 작품 소개
- 《연속 액츄얼 드라마·부장 형사》
- 《신·부장 형사 어번 폴리스 24》
- 《부장 형사 시리즈 햅쌀.》
- 《부장 형사 시리즈·경부보 마리코》